# Ur-Nanshe
Ur-Nina, o Ur-Nanshe (fl. XXV secolo a.C.), è stato il primo re della prima dinastia di Lagash.
La sua esistenza si colloca probabilmente nella prima metà del ventiquattresimo secolo a.C., nel periodo protodinastico III. Ascese al potere dopo Lugal-Sha-Gen-Sur (Lugal-Suggur), probabilmente nel 2494 a.C. circa, e regnò probabilmente fino al 2465 a.C. circa, quando gli succedette al trono il figlio Akurgal.
Il testo presente all'interno della "Tavoletta perforata di Ur-Nanshe" (vedi illustrazione) descrive l'intensa attività edilizia promossa da questo sovrano, comprendente palazzi, templi ed una rete di nove canali di irrigazione a Lagash. Ur-Nanshe rafforzò le difese contro la nemica Umma. Probabilmente non aveva ascendenza reale essendo figlio di Gunidu che viene ricordato senza titoli reali e che probabilmente era un grande sacerdote. È possibile che fosse un semita proveniente dalla terra occidentale di Gursar.
Fu padre di Akurgal, che divenne ensi dopo di lui, e nonno di Eannatum. Eannatum estese il regno di Lagash proseguendo l'attività bellica contro Umma, come illustrato nella Stele degli avvoltoi, e continuò l'attività edilizia, completando e restaurando le opere originali, commissionate dal nonno.

## Templi
In base a quanto descritto sulla tavoletta perforata del re Ur-Nanshe, l'attività edilizia templare attribuibile a Ur-Nanshe comprende: l'ampliamento del tempio di Ningirsu a Girsu, la ristrutturazione del tempio di Nanshe nel complesso di Sirara, e Apsubanda. 

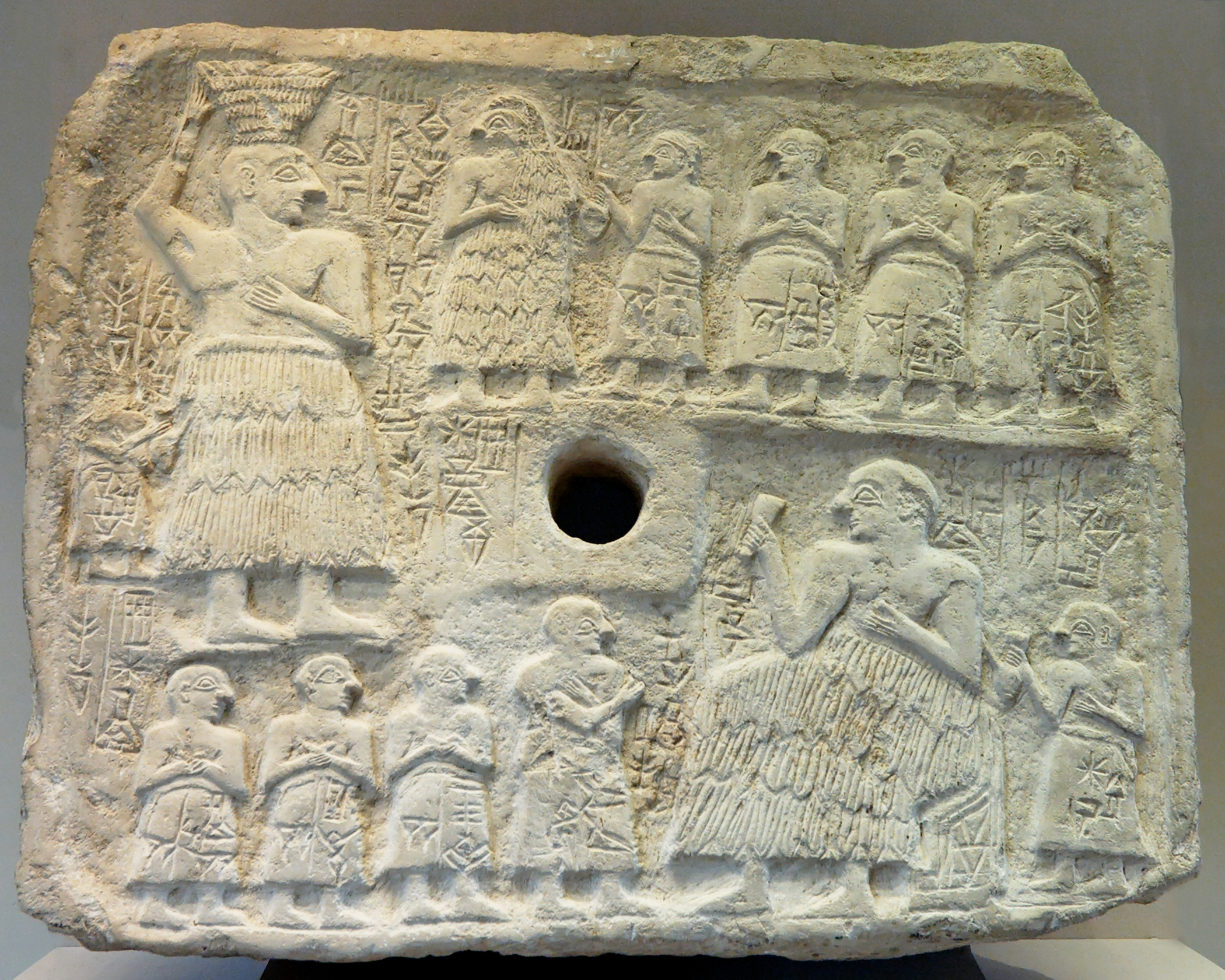
Tavoletta perforata di Ur-Nanshe, che mostra il re di Lagash mentre inaugura il tempio di Ningirsu a Girsu. Calcare, periodo protodinastico III (2550–2500 a.C.). Trovata a Girsu (moderna Telloh)

Egli è anche noto per aver ordinato al costruzione del Ibgal di Inanna, perché l'iscrizione in onore di Eannatum afferma che fu posizionata dopo il restauro del tempio. L'Ibgal di Inanna si trova oggi presso la moderna al-Hiba (che sorge sul luogo dell'antica Lagash). Un muro ovale circonda la struttura principale del tempio in mattoni di fango che si trova al margine sud-ovest della città. Questa posizione rispetto alla città è differente dagli altri templi che erano usualmente posizionati al centro della città in quel periodo.

## Iscrizioni
Ur-Nanshe ha lasciato circa cinquanta iscrizioni su tavolette d'argilla, piastre, mattoni, chiodi, che registrano soprattutto la costruzione dei templi, gli scavi dei canali e la costruzione di statue. Una di queste iscrizioni recita "navi di Dilmun avevano portato legname come tributo da terre straniere.". Questo implica che Ur-Nanshe fosse abbastanza potente da intraprendere scambi commerciali con territori del Golfo Persico, in questo caso l'odierno Bahrein.

### La tavoletta perforata di Ur-Nanshe
Si tratta di una tavoletta di argilla perforata al centro (il foro probabilmente serviva per appenderla ad un muro) attualmente conservata al museo del Louvre. La tavoletta è divisa in un registro superiore ed uno inferiore. Nel registro superiore sono il re Ur-Nanshe è rappresentato mentre porta una cesta di mattoni per la costruzione del tempio del dio Nanshe, accompagnato dalla moglie, dai suoi figli e dalla corte. Tutti sono in piedi, con gli occhi spalancati (per indicare attenzione e vigilanza) ed indossano il tipico vestiario kaunakes (gonna di lana trapuntata con forme di petale e faglie) ed avanzano con le mani intrecciate sul petto. Nella tavoletta la scala gerarchica reale è indicata dalle dimensioni delle figure e dai caratteri cuneiformi sulle stesse. Nel registro inferiore, Ur-Nanshe presenzia un banchetto per festeggiare l'inaugurazione del tempio. Egli siede su un trono vestendo allo stesso modo del registro superiore ed è anche qui circondato dalla sua corte. Anche qui il re è rappresentato in dimensioni superiori rispetto agli altri dignitari.

### Altre iscrizioni
Si sono ritrovate molte altre iscrizioni che citano Ur-Nanshe. Alcune includono liste di reali di Lagash ed un inno al dio Nanshe.  Estratto dall'inno a Nashe: "C'è la perfezione in presenza della signora. Lagaš prospera in abbondanza in presenza di Nanše. Scelse l'šennu nel suo cuore santo e pose sul trono Ur-Nanše, l'amato signore di Lagaš. Diede l'alto scettro al pastore.".

## Politica
La portata inaspettatamente ampia della sua attività edilizia, in particolare delle strutture religiose, è stata interpretata come un segno di una nuova tendenza verso un antropomorfismo religioso che richiedeva una presenza visiva più sostanziale rispetto alla precedente tradizione di emblemi e totem divini.  Durante il regno di Ur-Nanshe furono ampliati anche gli scambi commerciali di Lagash anche al di fuori della Mesopotamia. Legno pregiato per vari progetti di costruzione, in particolare templi, giungeva da Dilmun (moderno Bahrain), grazie una barca speciale chiamata "ma2-dilmun".
Ur-Nanshe fu impegnato nella difesa del territorio di Lagash. Già prima di Ur-Nanshe era scoppiato un conflitto tra Lagash e Umma sul controllo di una zona fertile tra le due città conosciute come Guedenna. Le radici storiche della disputa non sono chiare. Un'iscrizione a cono di Entemena fa risalire il conflitto ad una disputa primordiale fra divinità, dove Enlil divide la Guedenna tra Ningirsu e Shara, rispettivamente gli dei principali di Lagash e Umma. A prescindere dalle sue origini, al tempo di Ur-Nanshe il conflitto divenne così violento che fu necessario nominare un estraneo, Mesalim il re di Kish, come arbitro. Questi disegnò un confine che divideva la terra contesa in due parti e marcò il confine con una stele che non è stata ritrovata ma il cui testo è riportato nel cono di Entemena (Enlil, il signore di tutte le terre, il padre di tutti gli dèi, ha con la sua fissa parola tracciato i confini per Ningirsu e per Shara. Mesalim, il re di Kish, dietro ordine di Ishtaran aveva misurato i campi ed innalzato una stele in questo luogo.). Questo compromesso non fu sufficiente a mantenere la pace a lungo, come indicato da un testo trovato nel tempio di Bagara a Girsu negli anni '70 che riporta come Ur-Nanshe sconfisse Umma in battaglia e catturò alcuni dei suoi generali come prigionieri.
Questo re ha anche lasciato un gran numero di tavolette raffiguranti se stesso in compagnia i membri della sua famiglia e alcuni dei suoi più importanti amministratori o mentre porta sulla testa un cesto di mattoni per sottolineare il suo impegno nei progetti edilizi.